# ليدي سفرن
لويز أماندا هارمان (ولدت في 19 ديسمبر 1985)،  المعروفة باسمها الفني ليدي سفرن (‎/ˈleɪdi ˈsɒv.rɪn/‏ Lady Sovereign)، وهي المغنية البريطانية والفنانة السخامية. 
و هي معروفة بمكانتها الصغيرة، وثقافتها شاف (مصطلح ازدرائي) كما يتضح من نمط ملابس هيب هوب الساحل الشرقي (ولا سيما تروق لها الملابس التي تحمل العلامة التجارية ستوسي)، ومهنيا لنجاحها في أداء أنماط من الموسيقى يهيمن عليها عموما شباب الذكور السود.

## الروابط الخارجية
قالب:Wikipedia books
- ليدي سفرن على موقع ماي سبيس
- ليدي سفرن على موقع IMDb (الإنجليزية)
- ليدي سفرن على موقع ميوزك برينز (الإنجليزية)
- ليدي سفرن على موقع ميوزك برينز (الإنجليزية)
- ليدي سفرن على موقع إن إن دي بي (الإنجليزية)
- ليدي سفرن على موقع أول ميوزيك (الإنجليزية)
- ليدي سفرن على موقع ديسكوغز (الإنجليزية)
- ليدي سفرن على موقع قاعدة بيانات الفيلم (الإنجليزية)